# Bandvagn 202/203

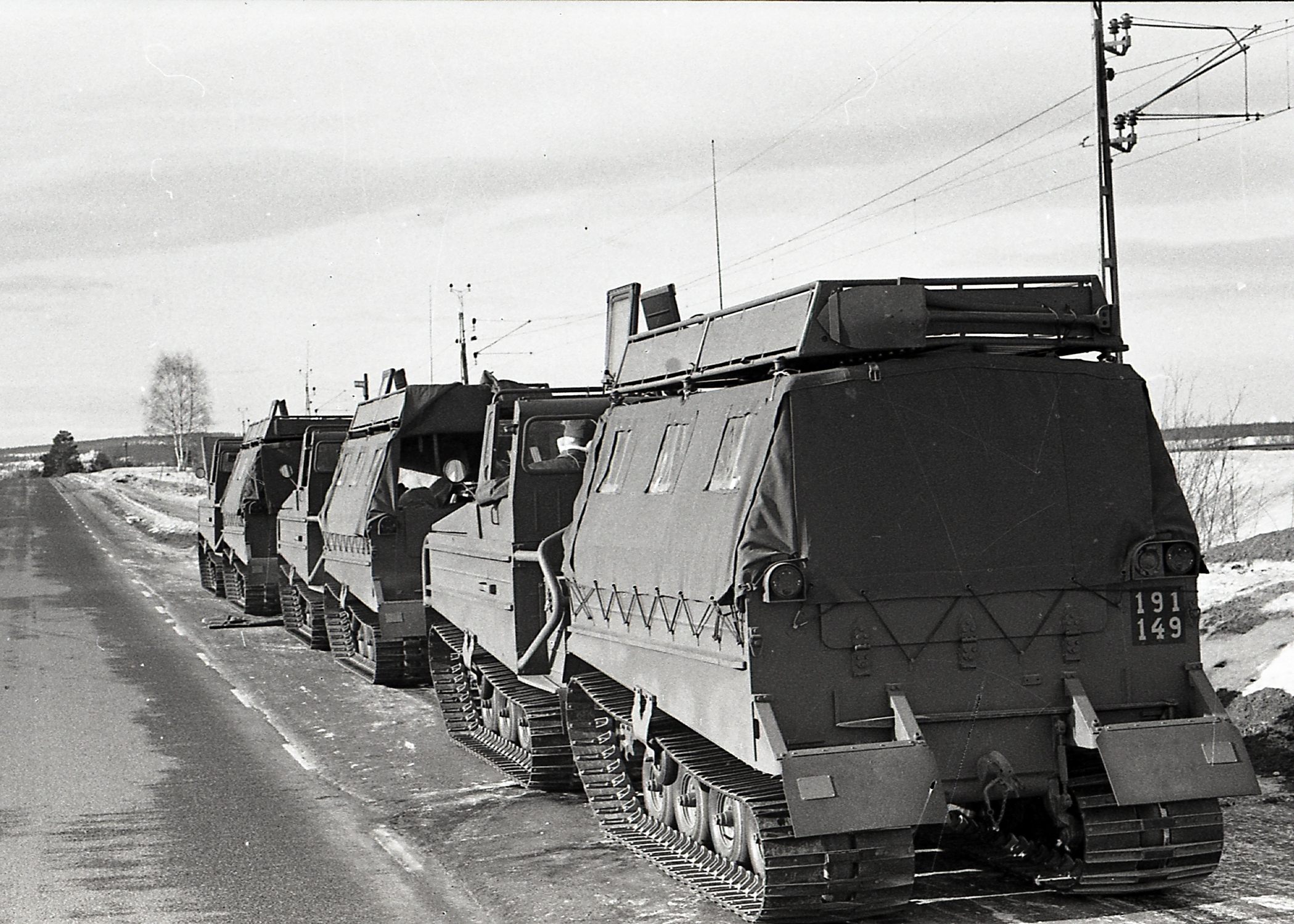
Bandvagnskolonn med Bandvagn 202A i vinterövningen Rundhögen i Jämtland mars 1966.

Bandvagn 202/203 (Bv 202/203) är ett midjestyrt bandgående terrängfordon med mycket god framkomlighet i svår terräng. Bandvagnen består av två permanent sammankopplade vagnar där motor och växellåda är placerade i den främre vagnen, med en kardanaxel till den bakre så att alla fyra banden driver. Förare och fordonschef sitter i den främre vagnen. I den bakre vagnen kan upp till åtta soldater transporteras.

## Historia
I slutet av 1950-talet konstruerades Bandvagn 202 av Bolinder-Munktell, som en ersättare till Bandvagn m/48 (M29 Weasel). Bakgrunden till projektet var problemet med att få fram understöd och underhåll i oländig terräng, framförallt i Norrland på snö och myrar. Konceptet blev en tvådelad, midjestyrd vagn. De första körproven började 1959 och serietillverkningen startade 1964 i Arvikaverken och upphörde 1981. År 1961 vann Volvo en anbudsgivningen för att bygga bandvagnen och produktionen lades helt och hållet ut på Bolinder-Munktell. I början av 1970-talet började Armén se sig om efter en ersättare till dåvarande bandvagnen Bandvagn 202. Bandvagn 202 som Volvo utvecklat hade då varit i tjänst i ca 10 år. De nya kraven som ställdes på nästa bandvagn var bland annat högre lastkapacitet, bättre vägegenskaper, högre tillförlitlighet samt lägre underhållskostnader. Volvo och Hägglunds konkurrerade om kontraktet. Hägglunds storsatsade och hade 25 konstruktörer, 10 testare, 30 verkstadsingenjörer som tillsammans tillbringade 600 000 utvecklingstimmar till en kostnad av 200 miljoner kronor. År 1974 vann Hägglunds kontraktet till vad som blev Bandvagn 206. År 1990 kunde Hägglunds i samarbete med Försvarets materielverk (FMV) presentera en bepansrad vidareutveckling av Bandvagn 206, Bandvagn 206S (Bv 206S) eller Bandvagn 308/309 som den benämns av Försvarsmakten i Sverige.

## Tillverkning
Åren 1964–1981 tillverkades drygt 1 700 bandvagnar av Volvo BM. Volvo kom senare att tillverka Bandvagn 202E MKII till Storbritannien och BV202NF1 till Norge. Ursprunglig motor var en Volvo B18. Version 202NF1/202E fick en ny motor, en B20 sport (B20B) med 15 hk mer än den ursprungliga, och dessutom bland annat orbitrolstyrning, värme i bakvagnen och ZF-växellåda.
- Bv 202A – grundmodell med kapelltak på bakvagnen.
- Bv 202B – tolvpoligt hylstag för släpfordon.
- Bv 202C – vattenradiator uppvärmd bakvagn.
- Bv 202D – extra isolerad och uppvärmd bakvagn.
- Bv 2022 – eldledningsbandvagn 2022, eldledningsvariant
- Bv 203B – radiobandvagn och har en fast, värmeisolerad överbyggnad på bakvagnen inredd för sambandstjänst.

## Prestanda
Ett mycket lågt marktryck gör att den kan köras på myrar och blötmarker. Bv 202 är ett så kallat översnöfordon; det betyder att det inte sjunker ned i snön, och därmed kan köras i princip hur djup snö som helst. Gummibanden förstärkta med flera stålvajrar är mycket hållbara och vagnen kan även köras sommartid på barmark. Vagnen är dessutom amfibisk.

## Militära användare
- Kanada
- Tjeckoslovakien – köptes in som civil version till landets fjällräddning, men tillhörde i praktiken arméns signalspaningsverksamhet.[2]
- Finland – ersatta av Bv 206 och Sisu Nasu
- Nederländerna
- Norge – ersatte där M29 Weasel och därefter ersatt av Bv 206
- Sverige – ersatta av Bv 206
- Storbritannien – ersatte där "ST4 Snow Trac Over-snow Vehicle" och därefter ersatt av Bv 206

### Civila användare
- Ryssland – 27 fordon från Norge såldes till ett ryskt företag för att köra turister i Murmanskregionen.[3]

## Galleri

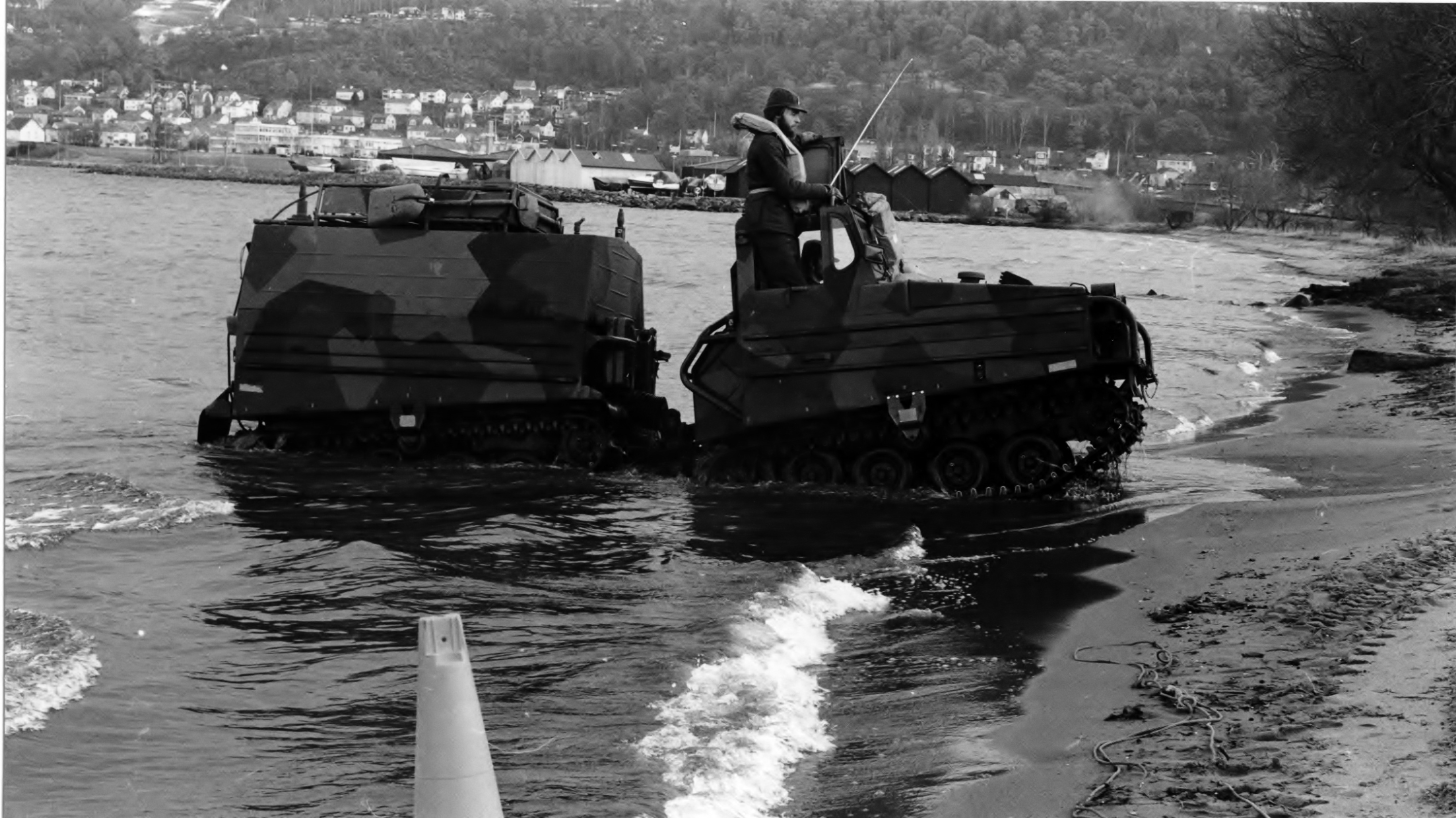
Bandvagn 202 vid Smålands artilleriregemente (A 6). Övningskörning i Vättern.
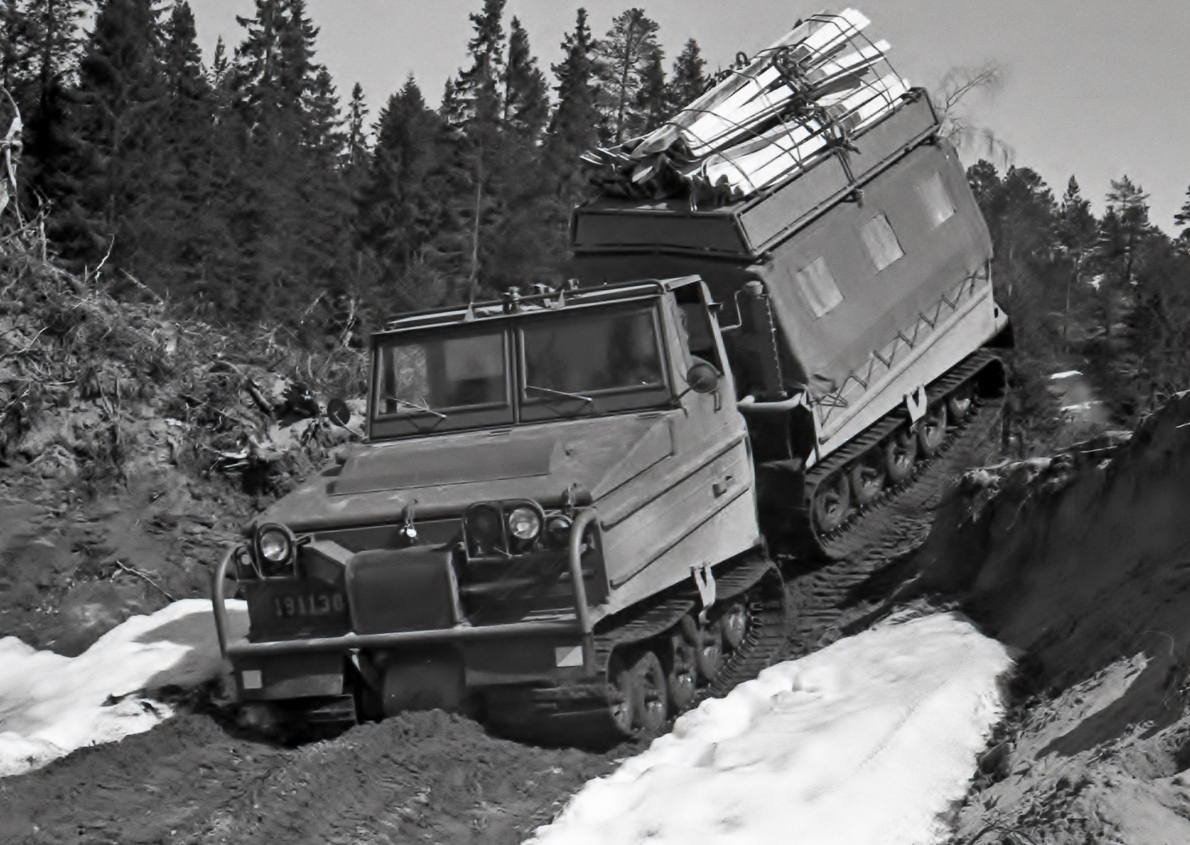
Bandvagn 202 vid kvartermästarskolan vid Västernorrlands regemente (I 21) på övning i Graninge.
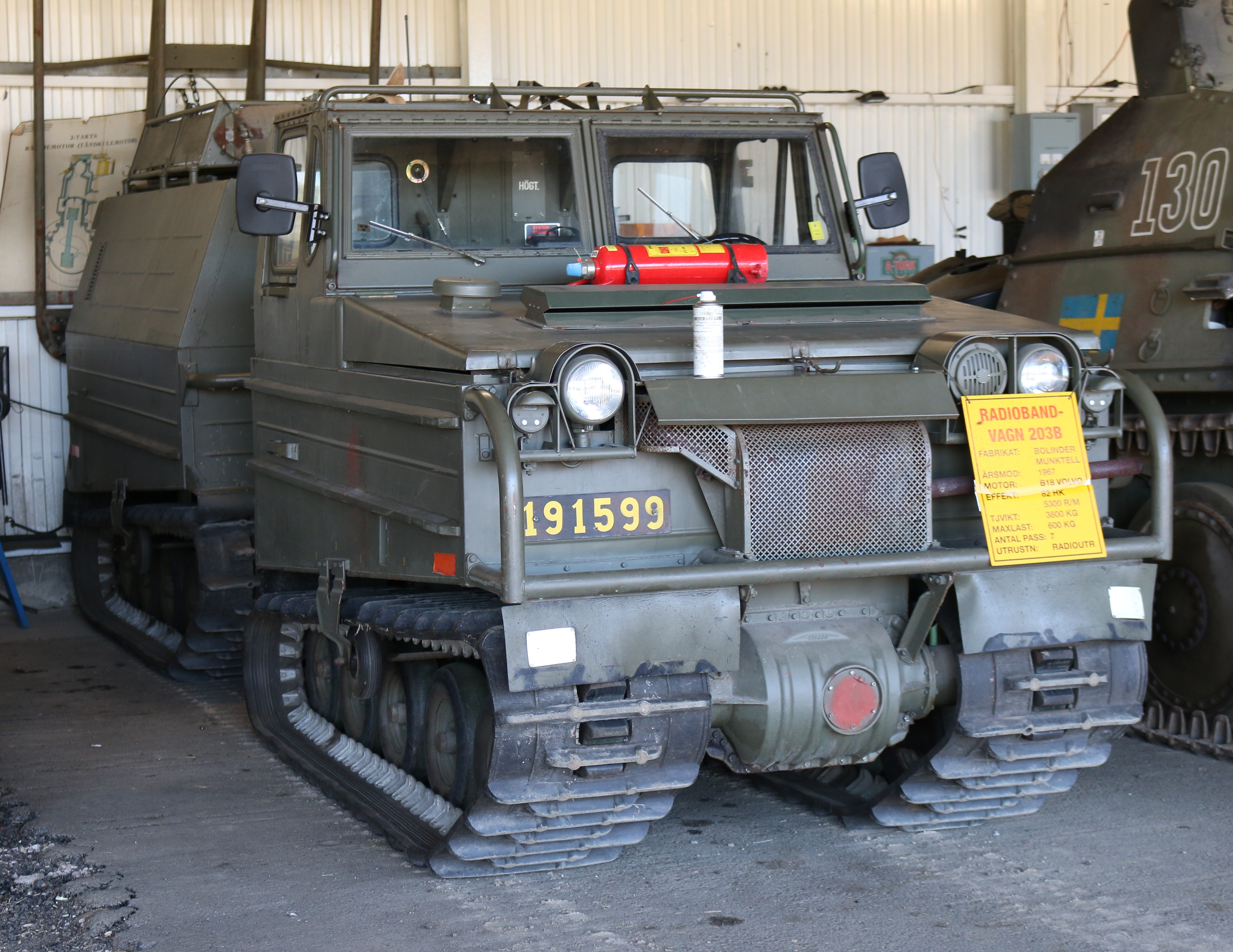
Radiobandvagn 203.
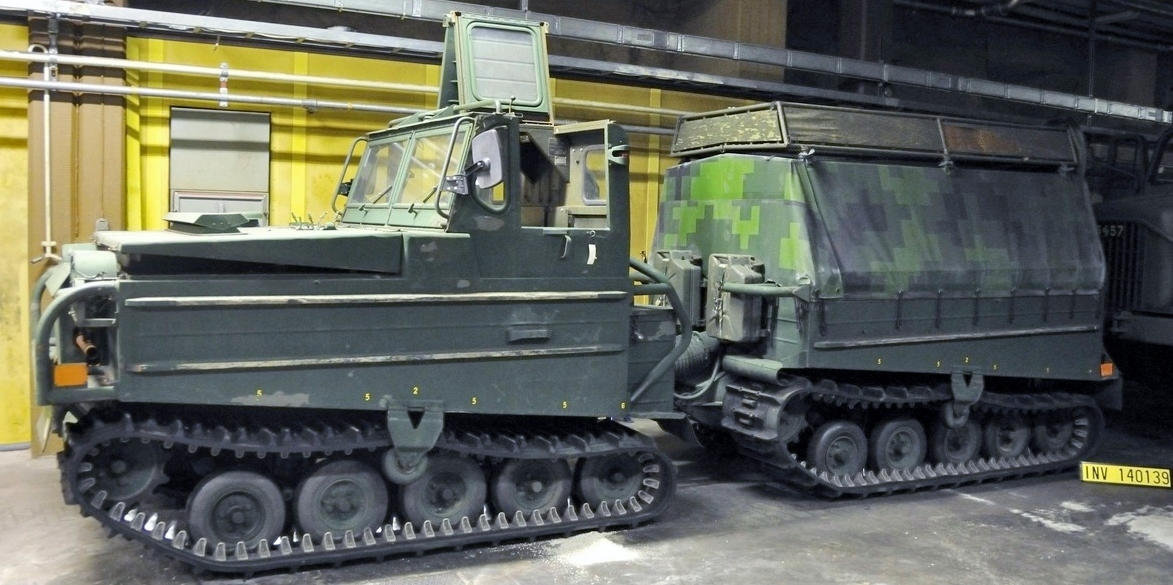
Bandvagn 202E MKII.